# Solomon Owello
Solomon Owello (ur. 25 grudnia 1988) – nigeryjski piłkarz grający na pozycji pomocnika.

## Życiorys
Jest wychowankiem Niger Tornadoes. W latach 2008−2015 był piłkarzem norweskiego IK Start. 18 sierpnia 2015 został piłkarzem norweskiego Sandnes Ulf. 1 stycznia 2016 powrócił do Niger Tornadoes.